# Dworek myśliwski w rezerwacie przyrody Łężczok
Dworek myśliwski – wybudowany w 1783 roku przez cystersów na terenie dzisiejszego rezerwatu przyrody Łężczak, obecnie w ruinie.

## Położenie
Dworek myśliwski znajduje się w rezerwacie przyrody Łężczak, w jego południowej części, między dwoma stawami: Grabowcem oraz Brzeziniakiem. Administracyjnie leży na terenie należącym do gminy Nędza, tuż przy granicy z Raciborzem. Niedaleko pałacyku znajduje się stare książęce gospodarstwo rybackie, które czynne jest do dziś. W pobliżu dworka rośnie tzw. Dąb Sobieskiego.

## Historia

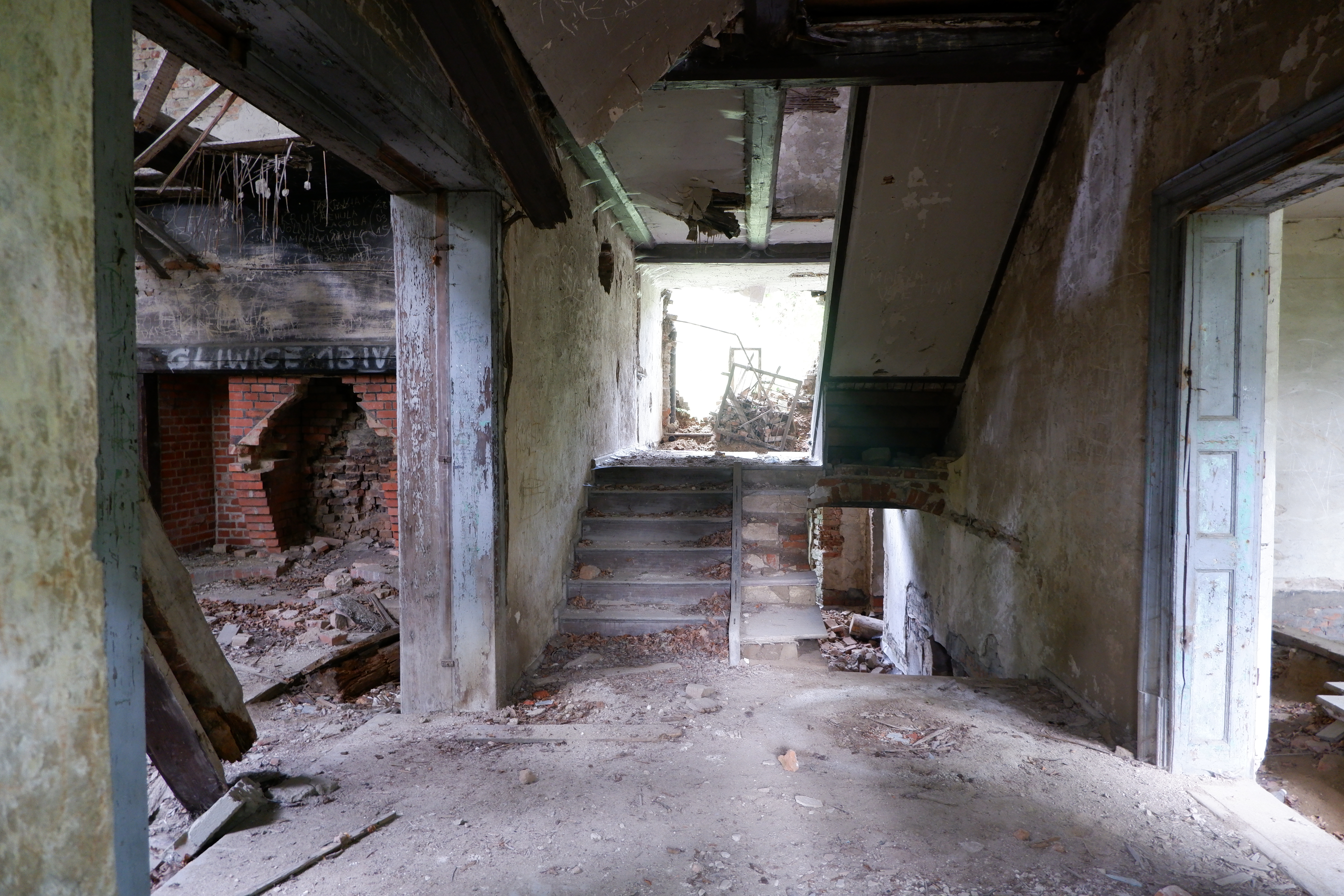
Zdewastowane wnętrze dworku w 2024

Pałacyk myśliwski został wybudowany w 1783 roku przez zakon cystersów, właścicieli tych ziem. W wyniku kasaty zakonu w 1810 roku dworek przeszedł w ręce książąt raciborskich, którzy odpoczywali w nim po polowaniach. Na początku XX wieku odbywały się tutaj polowania z udziałem cesarza niemieckiego, Wilhelma II. W latach 50. XX wieku w pałacyku odkryto bogate zbiory archiwum komory książęcej, które ukryli tutaj Niemcy w 1945 roku. Po wojnie pałacyk przekształcono na gajówkę, a obecnie budynek jest w ruinie.